# Мазуркевич Ірина Степанівна
Ірина Степанівна Мазуркевич (біл. Ірына Сцяпанаўна Мазуркевіч; нар. 20 серпня 1958 року, Мозир, Білоруська РСР, СРСР) — радянська і російська актриса театру і кіно, народна артистка Російської Федерації (2007).

## Життєпис
З раннього віку Ірина протягом восьми років займалася художньою гімнастикою. У 15 років, закінчивши вісім класів, поїхала до Горького, де вступила до театрального училища. Через рік до училища приїхав асистент режисера Віктора Титова, який готувався знімати на «Мосфільмі» спортивну драму «Чудо з кісками». Взявши її фото, асистент поїхав. Потім Ірину кілька разів викликали на проби, після чого, нарешті, затвердили.
Потім її фото, яке потрапило в картотеку «Мосфільму», помітив режисер Олександр Мітта. Він приступав до картини «Розповідь про те, як цар Петро арапа женив». Пішли проби, після яких Мітта деякий час вагався між кандидатурою Мазуркевич та іншою претенденткою. Вибір на Ірину випав завдяки Володимиру Висоцькому, до якого режисер звернувся з питанням, з ким би він хотів зніматися.
У 1977 році Ірина закінчила театральне училище (майстерня Миколи Селівестровича Хлибко). У випускному спектаклі «Багато шуму з нічого» на неї звернув увагу Ігор Владимиров — головний режисер Театру імені Ленсовєта. Він був у той рік головою ДЕК і запросив її до трупи. Починала з масовки.
Ірину Мазуркевич та Анатолія Равиковича звів спектакль «Малюк і Карлсон», в якому Ірина грала Малюка, а Анатолій, відповідно, Карлсона. Вони одружилися в липні 1980 року.
У 1979 році вона зіграла в музичній комедії Наума Бірмана «Троє в човні, не рахуючи собаки». Потім послідувала роль в картині Ельдара Рязанова «Про бідного гусара замовте слово». Надалі іноді актриса і сама відмовлялася від ролей, деколи її викликали на проби і не затверджували. Лише наприкінці 1980-х — на початку 1990-х років вона зіграла кілька великих ролей. В театрі вона була зайнята не так часто, як їй хотілося б. Серед рідкісних великих робіт — вистави «Поспішайте робити добро» і «Зінуля», які залишилися для актриси одними з найулюбленіших.
Не вбачаючи для себе майбутнього, Ірина Мазуркевич в 1988 році покинула Театр імені Ленсовєта і перейшла до Театру комедії імені М. П. Акімова, де поступово стала однією з провідних актрис.
В її репертуарі:
- Зоя Пельц у виставі «Зойчина квартира»;
- Місіс Пейдж — «Віндзорські пустунки»;
- Стеффи Блондел — «Хочу зніматися в кіно»;
- Емілія Марті — «Засіб Макропулоса».

У виставі «Засіб Макропулоса» за п'єсою Карела Чапека героїня Ірини Мазуркевич протягом усього часу бореться за рецепт вічного життя, але, урешті-решт, проживши 300 років і збагнувши всю міру самотності людини, що живе нескінченно, відмовляється від вічного життя.

## Родина
- Чоловік (з 1980 року) — актор Анатолій Равикович  (1936—2012)
  - Донька — Єлизавета (28 грудня 1981 року)
    - Онуки — Матвій і Єва

## Нагороди та звання
- Заслужена артистка Російської Федерації (1994)[6]
- Народна артистка Російської Федерації (2007)[3]

## Фільмографія
| Рік         |    | Назва                                         | Роль                           |    |
| ----------- | -- | --------------------------------------------- | ------------------------------ | -- |
| 1974        | ф  | Чудо з кісками                                | Таня Малишева                  | ру |
| 1976        | ф  | Розповідь про те, як цар Петро арапа женив    | Наташа Ртищева                 | ру |
| 1976        | ф  | Син голови                                    | Томка                          | ру |
| 1977        | ф  | Відкрита книга                                | Маша Спешнева                  | ру |
| 1979        | ф  | Троє в човні, не рахуючи собаки               | Патриція                       | ру |
| 1979        | ф  | Білий танець або «Людвіг Вариньский» (Польща) | Варвара Шулепнікова            | ру |
| 1980        | ф  | Про бідного гусара замовте слово              | Анастасія Опанасівна Бубенцова | ру |
| 1983        | мф | Іко - відважне лоша                           | лоша Іко                       | ру |
| 1983        | ф  | Таємниця «Чорних дроздів»                     | Гледіс                         | ру |
| 1983        | тф | Котячий будинок                               | Кішка / мама дівчинки          |    |
| 1984        | тф | Останній візит                                | Барбара                        | ру |
| 1985        | ф  | Зустрінемося в метро                          | Шура                           | ру |
| 1986        | тф | Маленька Баба-Яга                             | Маленька Баба-Яга              |    |
| 1986 — 1988 | с  | Життя Клима Самгіна                           | Нехаєва                        | ру |
| 1987        | ф  | Затока щастя                                  | Невельська                     | ру |
| 1987        | ф  | Пропоную руку і серце                         |                                | ру |
| 1989        | мф | Васька                                        | Тата                           | ру |
| 1989        | ф  | Воно                                          | блаженна Аксіньюшка            | ру |
| 1993        | ф  | Ти у мене одна                                | жебрак                         | ру |
| 1995        | ф  | Усе буде добре!                               | Дружина Тузова                 | ру |
| 2001        | ф  | Колекціонер                                   | Віра                           | ру |
| 2001        | с  | Агентство                                     | менеджер                       | ру |
| 2005        | ф  | Справжня історія поручика Ржевського          | Марина Паніна                  | ру |
| 2009        | ф  | Третє дихання                                 |                                | ру |
| 2017        | ф  | Три сестри                                    | Ірина                          | ру |